# Medal of Honor: Heroes 2
Medal of Honor: Heroes 2 è uno sparatutto in prima persona per Wii e PlayStation Portable. Si tratta di un episodio della serie Medal of Honor di giochi riguardanti la seconda guerra mondiale. La versione Wii è stata annunciata al Nintendo E3 2007 nella conferenza stampa dell'11 luglio 2007. Medal of Honor: Heroes 2 è ambientato nella seconda guerra mondiale, si parte sulle spiagge della Normandia cercando di controllare i bunker tedeschi per poi passare a proteggere un villaggio francese.

## Modalità di gioco
Il giocatore assume il ruolo di stratega che opera sotto il controllo del tenente John Berg. Il gioco ha otto missioni e si basa sulla battaglia di Cherbourg. Le armi includono il mitra Thompson, MP40, M1 Garand, Mauser Karabiner 98k, M1918 Browning Automatic Rifle, Bazooka, Luger P08 in campagna usabile solo nella prima missione, e Colt M1911. Nella modalità campagna del gioco, il giocatore può utilizzare la lingua tedesca e le armi fisse, come i mortai e la mitragliatrice tedesca MG42.

## Multiplayer
La versione Wii del gioco include fino a 32 giocatori in un server, con sei mappe e sei divise, tre per l'asse e tre per gli alleati. Le uniformi per gli alleati sono "Ranger 2", "Ranger 4", e "Ranger 5", mentre le uniformi dell'asse sono "Axis Rookie", "Axis regolari", e "Axis Elite". Ci sono tre diverse modalità multiplayer on-line disponibili. La versione PSP è praticamente identica in termini di funzioni multiplayer. La versione australiana del gioco non ha alcuna modalità multiplayer, il che è stato oggetto di molte critiche. EA Australia e EB Games Australia hanno anche recentemente rimosso tutti i riferimenti per il multiplayer dai loro siti web. La risposta ufficiale di EA per la mancanza di multiplayer per l'Australia è stata: "Medal of Honor Heroes 2 per Wii non supporta la funzionalità on-line in Australia. Abbiamo fatto un errore nella documentazione e materiali di marketing. Siamo molto dispiaciuti per aver causato confusione per i nostri clienti. Forniremo un rimborso a chiunque in Australia, che volesse restituire il gioco di EA a causa della mancanza di funzionalità online". EA Australia ha rifiutato di fare commenti sul motivo per cui l'elemento del gioco online è stato omesso dal gioco, questo comportamento ha portato siti web a speculare che la società non ha ritenuto vantaggioso usare i server in Australia. IL gioco apporta modifiche alle armi nella modalità multiplayer come il STG44 ha un ritmo molto lento e il bazooka rimane fermo al momento del colpo.

### Deathmatch
Ogni giocatore deve uccidere quanti più giocatori possibile, ma deve anche stare attento ad essere ucciso il meno possibile. Il punteggio è uguale al numero delle uccisioni meno il numero dei decessi.

### Deathmatch a squadre
Ogni giocatore appartiene a una squadra tra alleati o asse. La squadra deve cercare di uccidere i membri della squadra opposta. Il punteggio del team è determinato dal numero di giocatori avversari della squadra che si uccidono. Alla fine del turno, la squadra con il punteggio più alto vince.

### Infiltrato
Conosciuto anche come "cattura la bandiera", questa modalità coinvolge due squadre e l'obiettivo è quello di rubare la bandiera della squadra avversaria il più spesso possibile. Alla fine del turno, la squadra con il più alto numero di catture è il vincitore.

### Classifica online
La classifica, fatta da EA Nation, è composta da 10000 giocatori. Per guadagnare in classifica, bisogna avere un numero superiore di uccisioni rispetto al numero di morti.

## Modalità arcade
La versione Wii del gioco dispone di una modalità arcade che permette al gioco di essere giocato in single player, come uno sparatutto in prima persona.

## Recensione
- GameInformer - 6.75.
- Gamerankings - Wii: 77.1%, PSP: 71.7%
- Gamespot - Wii: 8/10 PSP 7/10
- IGN - 8.4
- Metacritic - Wii: 75%, PSP: 70%
- NGamer - 72%
- Nintendo Power - 8/10
- Official Nintendo Magazine - 78%
- X-Play - 3/5